# Krausnick-Gross Wasserburg
Krausnick-Gross Wasserburg är en kommun i Landkreis Dahme-Spreewald i förbundslandet Brandenburg i Tyskland. Kommunen bildades den 31 december 2001 genom en sammanslagning av de tidigare kommunerna Krausnick och Groß Wasserburg. Kommunen ingår i kommunalförbundet Amt Unterspreewald.